# 藏荠属
藏荠属（学名：Hedinia）是十字花科下的一个属，为多年生草本植物。该属仅有藏荠（Hedinia tibetica）一种，分布于中国甘肃、青海、新疆、西藏。